# 樋口橘
樋口 橘（ひぐち たちばな、3月16日 - ）は、日本の漫画家。京都府出身。血液型はA型。白泉社の漫画雑誌『花とゆめ』の作家陣の一員。

## 来歴
1995年、「ブラ・シス」で白泉社第8回ベストまんがスクール・ストーリー部門のトップ賞を受賞。1996年、「水色の彼女」で白泉社第27回ビッグチャレンジ大賞を受賞。同年『別冊花とゆめ』5月号（白泉社）に掲載された「5月のサクラ」でデビュー。1999年、「スワンレイク」で第24回白泉社アテナ新人大賞デビュー優秀者賞を受賞。
代表作の『学園アリス』は2002年から2013年まで『花とゆめ』で連載され、アニメ化・ゲーム化された。また、『学園アリス』のイラストを東日本大震災チャリティ同人誌「pray for Japan」に発表している。
2021年10月にデビュー25周年を記念し、初の原画展「デビュー25周年記念 樋口橘原画展」を渋谷モディの7階イベントスペースにて開催。同年11月から神戸マルイにてプチ原画展を日高万里と同時開催している。
マンガParkにて2019年から連載中の『シャンピニオンの魔女』のアニメ化が2024年12月に発表された。

## 人物
影響を受けた漫画家として、川原泉、大島弓子、藤子・F・不二雄、岩館真理子を挙げている。

### 趣味
自画像では豚の覆面をしている。もともと人形が好きで、リカちゃん人形を自分のキャラに見立てるのも好きなようである。ヒグチノクニ（下記参照）では、蜜柑と蛍用の制服を作ってもらったと書いている。クールでちょっとひねくれた子を描くのが好き。好きな食べ物はカニ、カニ味噌、ハマグリ、桃、えび、ケーキ。

## 作品リスト

### 書籍
- スワンレイク（1999年、花とゆめ、白泉社） - 全1巻
- 手紙（1999年 - 2014年、花とゆめ） - 全1巻
- MとNの肖像（2000年 - 2002年、花とゆめ） - 全6巻
- 学園アリス（2002年 - 2013年[7]、花とゆめ） - 全31巻
- アンのマゴマゴ図書之国（2014年[8] - 継続中、花とゆめ） - 既刊3巻（2015年12月現在）
- 歌劇の国のアリス（2016年[9] - 2017年、花とゆめ） - 全3巻
- シャンピニオンの魔女（2019年[10] - 継続中、マンガPark） - 既刊6巻（2024年12月現在）

### ファンブック
- 学園アリス 7.5 公式ファンブック（2005年、白泉社）
- 学園アリス 25.5 公式ファンブック（2011年、白泉社）
- 学園アリス イラストファンブック（2007年、白泉社）
- 学園アリス イラストファンブック -卒業-（2013年、白泉社）
- 学園アリス絵本 ベアといっしょにあいうえお（2011年、白泉社）

### その他
- その日世界は終わる（原作：海野つなみ、講談社、2018年刊）第4話作画[11]